# Reprezentacja Irlandii Północnej U-21 w piłce nożnej mężczyzn
Reprezentacja Irlandii Północnej U-21 w piłce nożnej – młodzieżowa reprezentacja Irlandii Północnej sterowana przez Irish Football Association.

## Trenerzy kadry
| Trener             | Od         | Do         | Bilans    | Z-R-P   |
| ------------------ | ---------- | ---------- | --------- | ------- |
| Danny Blanchflower | 08.03.1978 |            | 1 mecz    | 0-1-0   |
| Billy Bingham      | 03.04.1990 |            | 1 mecz    | 1-0-0   |
| Bryan Hamilton     | 22.03.1994 |            | 1 mecz    | 0-1-0   |
| Roy Millar         | 21.04.1998 |            | 1 mecz    | 1-0-0   |
| Chris Nicholl      | 20.05.1998 | 08.10.1999 | 13 meczów | 3-5-5   |
| Roy Millar         | 28.03.2000 | 26.03.2008 | 48 meczów | 17-9-22 |
| Steve Beaglehole   | 19.08.2008 |            | 4 mecze   | 1-0-3   |

## Mecze w sezonie 2008/2009
| Data       | Miejsce   | Przeciwnik | Wynik | Status spotkania   |
| ---------- | --------- | ---------- | ----- | ------------------ |
| 19.08.2008 | Kijów     | Polska     | 0:1   | turniej towarzyski |
| 20.08.2008 | Kijów     | Ukraina    | 1:4   | turniej towarzyski |
| 05.09.2008 | Wuppertal | Niemcy     | 0:3   | eliminacje ME U-21 |
| 18.11.2008 | Hamilton  | Szkocja    | 3:1   | mecz towarzyski    |
| 31.03.2009 | Portadown | Ukraina    | 1:1   | mecz towarzyski    |